# Dirk Hakze
Dirk Hakze (Sneek, 1957) is een Nederlands schilder en beeldhouwer.

## Leven en werk
Hakze studeerde in 1986 cum laude af aan de Academie Vredeman de Vries in Leeuwarden. Hij vervolgde zijn opleiding aan de Hogeschool voor de Kunsten Utrecht (1986-1987). Hij maakt onder meer muurschilderingen en metalen sculpturen`. Hij heeft schilderperformances gegeven op diverse stranden onder het motto The colors of music, waarbij hij schilderijen maakte op klassieke muziek.
Hakze is initiator van het land-artproject The Colorfield Performance, waar individuele werken van diverse kunstenaars samen een groot kunstwerk vormen. De eerste edities waren tijdens het Oerol Festival op Terschelling (1992) en op Schiermonnikoog (2000). In 2018 organiseerde hij de derde editie van het project in Sloten in het kader van Leeuwarden-Fryslân 2018, 400 schilders namen hieraan deel.

## Enkele werken
- 1990 zuil, Worp Tjaardastraat, Sneek
- 1993 muurschildering drukkerij aan de Lorentzstraat, Sneek
- 1994 muurschildering centraal magazijn Nieuwe Weme, Heerenveen
- 1996 muurschildering voormalige zuivelfabriek, Luinjeberd
- 1996 muurschildering trafohuisje, Groenlo
- 2001 de verbinding, Joure
- 2010 Joods monument, Burgemeester de Hooppark, Sneek
- muurschilderingen Zwetteschool, Sneek

## Fotogalerij

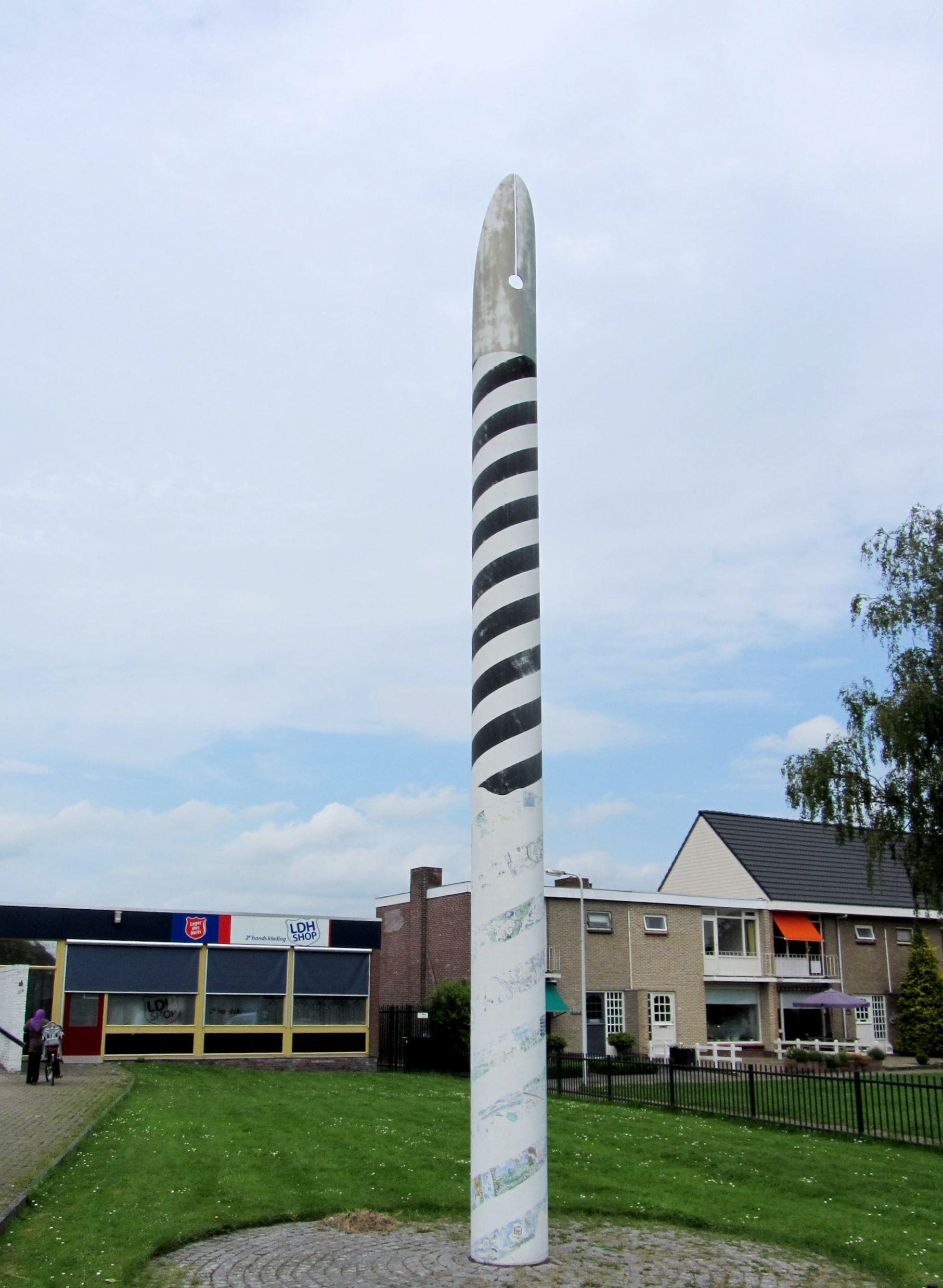
Zuil (1990), Sneek
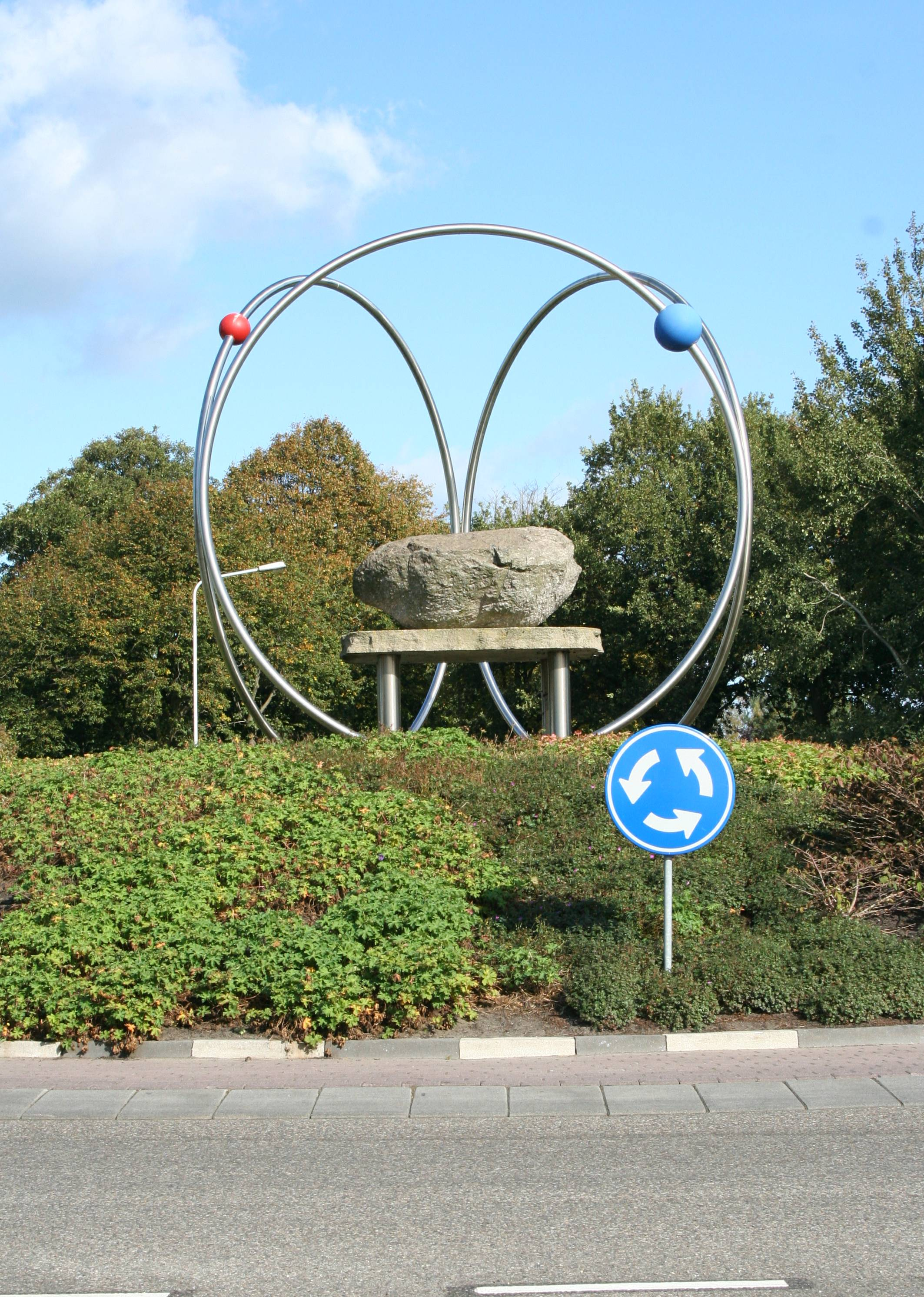
De verbinding (2001), Joure
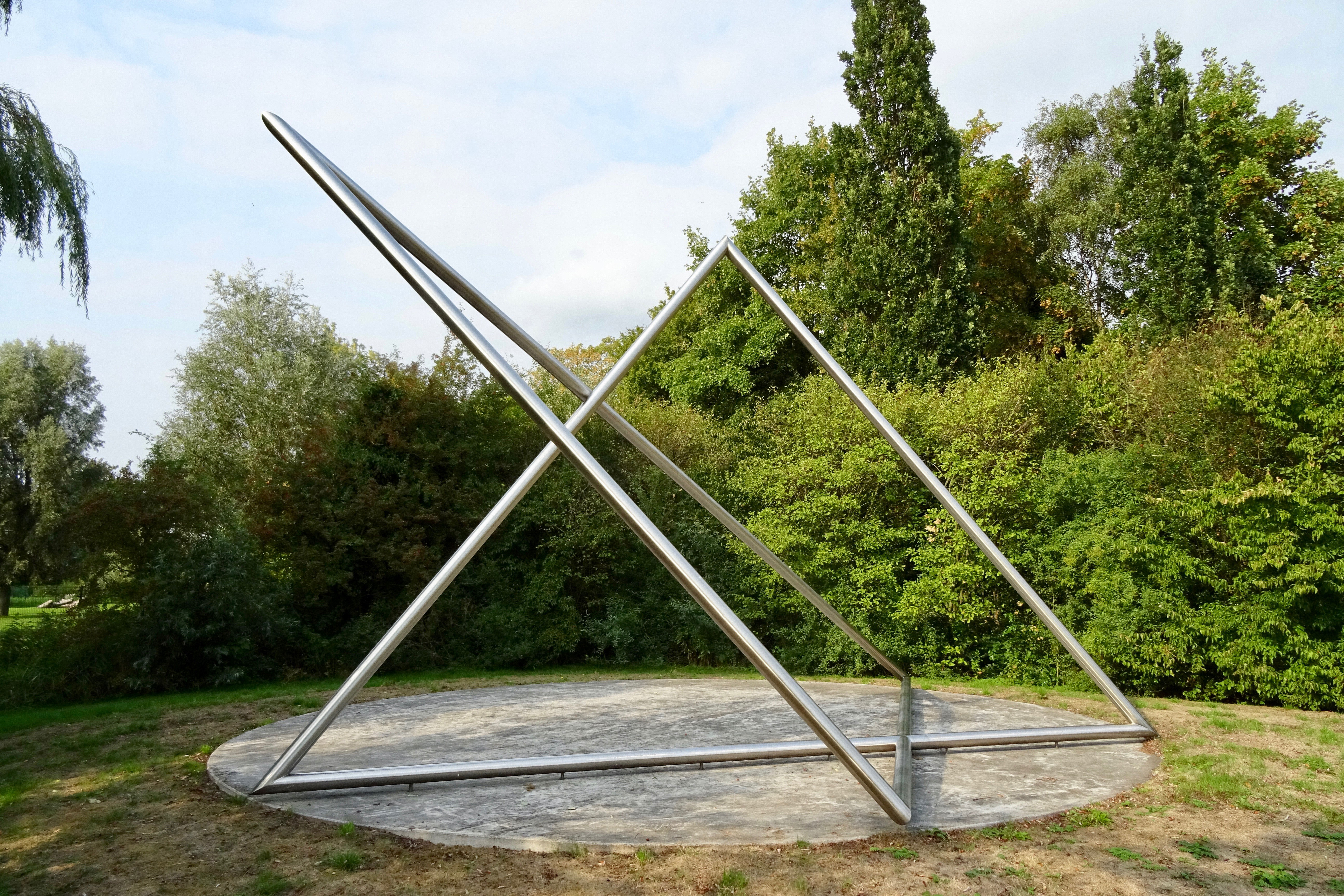
Joods monument (2010), Sneek